# 仙台南部道路

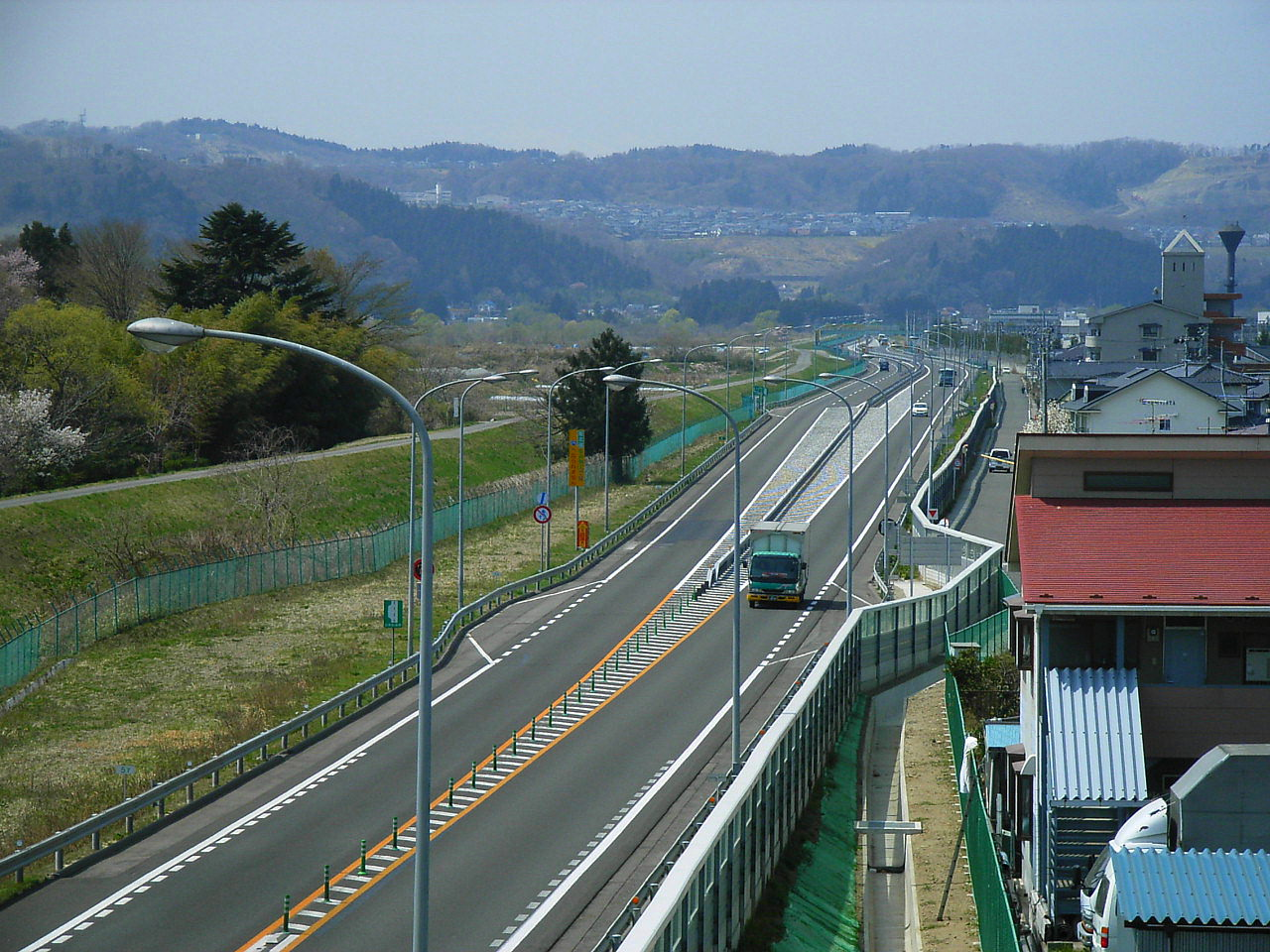
名取川北岸を走る仙台南部道路
（仙台市太白区、2005年4月）

仙台南部道路（せんだいなんぶどうろ、英語: SENDAI-NANBU ROAD）は、宮城県仙台市若林区の仙台東部道路・仙台若林JCTから宮城県仙台市太白区の東北自動車道・仙台南ICに至る自動車専用道路（有料道路）である。
高速道路ナンバリングによる路線番号は、山形自動車道とともに「E48」が割り振られている。

## 概要
仙台市南部の郊外を東西に走り、おおよそ名取川に沿う。
当路線は当初、国道286号と国道4号仙台バイパスを結ぶ産業道路として、また東北自動車道・仙台南IC（1973年開設）から仙台港（1971年開港）方向へ向かう車が仙台市都心部を通らずに仙台バイパスへと向かう事による市内の渋滞緩和などを目的として、1974年3月から通常の有料道路（仙台南有料道路）として建設された。第2期工事により仙台東部道路と接続し、仙台南部道路と改称。第3期工事により東北自動車道とも接続した。その後、仙台南ICとの接続部の料金所を廃止して東北道との間がジャンクション化され、仙台都市圏環状自動車専用道路（ぐるっ都・仙台）の南側を構成している。
道路規格は全線が第1種3級であり、第1期および第2期の区間はほとんどが盛土、第3期区間はほとんどが高架の道路である。また制限速度は、第1期開通時に50 km/hだったが、第2期開通時に60 km/h、第3期の全線開通時には70 km/hに引き上げられた（設計速度は80 km/h）。
宮城県道路公社が建設し、管理・運営をしてきたが、2013年7月1日に東日本高速道路株式会社に移管された。この際に路線の指定も宮城県道53号仙台南インター線から変更され、国道6号に指定されている。
| 工事 | 着工   | 供用   | 名称           | 供用区間        | 供用区間 | 供用区間 | 供用区間 | 供用区間 | 供用区間                 | ルート        | 制限速度 |
| ---- | ------ | ------ | -------------- | --------------- | -------- | -------- | -------- | -------- | ------------------------ | ------------- | -------- |
| 1期  | 1974年 | 1981年 | 仙台南有料道路 |                 | 山田TG   | 長町ENT  |          |          |                          | Google マップ | 50 km/h  |
| 2期  | 1987年 | 1994年 | 仙台南部道路   |                 | 山田ENT  | －       | 長町IC   | 今泉IC   | 仙台東部道路 仙台若林JCT | Google マップ | 60 km/h  |
| 3期  | 1997年 | 2001年 | 仙台南部道路   | 東北道 仙台南IC | 山田IC   | －       | 長町IC   | 今泉IC   | 仙台東部道路 仙台若林JCT | Google マップ | 70 km/h  |

## 通過する自治体
- 宮城県
  - 仙台市（若林区 - 太白区） - 名取市 - 仙台市（太白区）

## インターチェンジなど
- 全線宮城県仙台市内に所在。
- IC番号欄の背景色が■である部分については道路が供用済みの区間を示している。
- 英略字は以下の項目を示す。
  - IC : インターチェンジ、JCT : ジャンクション、TB : 本線料金所

| IC 番号         | 施設名      | 接続路線名         | 起点から (km) | 備考                          | 所在地 | 所在地                                 |
| --------------- | ----------- | ------------------ | ------------- | ----------------------------- | ------ | -------------------------------------- |
| 50              | 仙台若林JCT | E6 仙台東部道路    | 0.0           | 仙台東部道路のJCT番号は「33」 | 若林区 | 北緯38度12分27.4秒 東経140度56分41.4秒 |
| 51              | 今泉IC      | 県道54号井土長町線 | 1.2           |                               | 若林区 | 北緯38度12分30.8秒 東経140度55分52.6秒 |
| 52              | 長町IC      | 国道4号            | 3.7           |                               | 太白区 | 北緯38度12分54.8秒 東経140度54分16.3秒 |
| 53              | 山田IC      | 国道286号          | 9.1           | 仙台東部道路方面出入口のみ    | 太白区 | 北緯38度12分45.1秒 東経140度50分9.3秒  |
| 27              | 仙台南IC    | E4 東北自動車道    | 12.2          | 東北道との直通のみ            | 太白区 | 北緯38度12分54.7秒 東経140度48分11.6秒 |
| E4 東北自動車道 |             |                    |               |                               |        |                                        |

## 歴史
当初計画では、建設中の東北自動車道・仙台南ICから名取川右岸（南岸）の名取市内を高舘熊野堂 - 高舘吉田 - 上余田と東に向かうルートだったが、自動車排出ガス規制や騒音対策が現在ほど厳しくなかった当時、産業道路でもある当路線は大気汚染や騒音問題などの公害を招くとして、地権者を中心とする反対運動にあい、名取市議会も同調した。そのため、1974年（昭和49年）2月18日の宮城県議会土木常任委員会において当初計画は正式撤回され、名取川左岸（北岸）を通過する新ルートが提示された。結局、第1期工事は山田（山田料金所）から大野田（長町出入口）まで名取川左岸（北岸）堤防沿いに仙台市内のみを通過する区間で建設されることになり、同年3月に着工、1981年（昭和56年）1月31日に開通した。
第2期工事は、第1期の東側に延伸し、仙台東バイパス（当時の呼称。現・仙台東部道路）に接続する計画を立てた。大規模な圃場整備事業がなされた若林区日辺において反対運動があったが建設は進み、1994年（平成6年）3月30日に仙台東部道路の一部区間開通（仙台空港IC - 仙台東IC）と同時に供用開始された。
第3期工事は、第1期の西側に延伸し、名取川右岸（南岸）に渡って名取市内の国道286号上空を高架道路で通し、仙台市内に入って仙台南ICに接続するルートで建設された。2001年（平成13年）8月1日、仙台東部道路の全線開通に合わせ、当路線も全線開通した。
その後、仙台南ICとの接続部の料金所を廃止して直接接続する工事が進められ、ジャンクション化が完成した。

### 道路公社からNEXCO東日本への移管
当道路は建設当初は宮城県道路公社が管理していたが、東北自動車道、仙台東部道路との接続後、日本道路公団の民営化に伴い東日本高速道路の管理する道路との料金・時間割引サービスの格差が問題となった。この為、県道路公社の廃止も選択肢に入れた当道路の有償移管が度々提案されていた。これらの経緯を受けて、東日本大震災からの復興事業の一環として仙塩道路（三陸自動車道）の4車線化の際、仙台南部道路の東日本高速道路への有償移管も合わせて決定。尚、この時の見通しでは早ければ2012年度にも移管される予定だった。
道路の移管に伴い最大の障壁となったのは法令上の問題であった。NEXCO東日本を含む会社が管理する道路の公社への移管については道路整備特別措置法に規定（第50条）があるものの、今回のように公社から会社への移管についての規定はなく、道路整備特別措置法の有料道路制度の趣旨・目的に即した形での移管が検討された。その結果、公社所有の仙台南部道路を道路法（第10条）に基づき路線廃止し、同法（第92条）に基づく不要物件とした上でNEXCOがこれを買い取り、特別措置法（第3条）の“高速道路の新設”扱いで供用するという、極めて特異な手法が採用された。
具体的な手続きとしては、従前主要地方道仙台南インター線として指定されていた仙台南部道路を国道6号として重複指定させるため、2013年1月31日付で国土交通大臣より道路法（第11条）に基づいた重複事前通知がなされた。
一方、地方道仙台南インター線を路線廃止するための議案と宮城県道路公社の料金徴収期間変更（定款変更）に関する議案が、仙台市議会で3月15日に、宮城県議会では3月19日にそれぞれ可決された。
法的な手続きが整った事で、5月23日には国土交通省より仙台南部道路を国道6号に編入する区域変更の告示がなされた。
5月27日に日本高速道路保有・債務返済機構は全国路線網の指定及び認定を行い、独立行政法人日本高速道路保有・債務返済機構法（第13条）に基づきNEXCOとの間で協定を締結し、同法（第14条）による国の認可を取得。
6月21日には国土交通省・宮城県・仙台市・宮城県道路公社・NEXCO東日本の5者で協定・事務引継署名式が執り行われ、24日には県道路公社とNEXCOとの間で道路資産および付随施設に関する売買契約を締結した。売買金額は公表されていないが、一部メディアでは170億円と報道されている。
6月28日、宮城県より道路法（第10条）に基づく6月30日付県道路線廃止の公示と、国土交通省より同法（第18条・第48条の2）に基づく7月1日付自動車専用道路供用開始の公示がされた。6月30日に道路特別措置法（第27条）によるNEXCOの工事完了検査が完了し、7月1日午前0時をもって有償移管が完了した。

### 年表
- 1972年（昭和47年）3月21日 - 宮城県が名取市上余田～仙台市茂庭字人来田の区間を「県道名取仙台南インター線」として路線認定。[21]
- 1974年（昭和49年）
  - 2月18日 : 宮城県議会土木常任委員会において当初計画を正式撤回。名取川左岸（北岸）を通過する新ルートが提示された。
  - 3月 : 1期工事着工[10]。
- 1981年（昭和56年）
  - 1月31日 : 仙台南有料道路として、山田料金所（北緯38度12分39.2秒 東経140度50分28.3秒、現・山田IC付近）- 長町出入口（北緯38度12分35.7秒 東経140度53分31.8秒・北緯38度12分35.1秒 東経140度53分33秒、現・国道4号・仙台バイパスとの立体交差付近）間開通。13時の開通後翌1日の営業開始まで無料開放された[4]。
  - 2月1日 : 午前6時より有料道路として営業開始。当初の制限速度は50 km/h[4]。
  - 3月 : 1期工事完工[10]。
- 1987年（昭和62年）12月 : 2期工事着工[10]。
- 1993年（平成5年）
  - 5月11日 - 建設省から、県道仙台南インター線が仙台南インター線として主要地方道に指定される。[22]
  - 10月19日 - 県道番号が決定[23]され、従前の一般県道220号[24]から、県道53号に変更される。（12月1日より施行）
- 1994年（平成6年）
  - 3月30日 : 2期工事完工[10]に伴い、仙台若林JCT - 山田仮出入口間開通。同時に、長町仮出入口を廃止し、今泉IC・長町IC供用開始。仙台南部道路に路線名称変更[5]。日本道路公団（当時。JH）の仙台東部道路に接続したため、全国初のJH路線との料金一体徴収を開始[10]。制限速度は60km/h。
  - 12月16日 : 地域高規格道路（都市圏自動車専用道路等）の「計画路線」に指定[10]。
- 1995年（平成7年）8月 : 地域高規格道路（都市圏自動車専用道路等）の「整備区間」に指定[10]。
- 1997年（平成9年）2月 : 3期工事着工[10]。
- 2001年（平成13年）
  - 7月 : 3期工事一部完工[10]。
  - 8月1日 : 仙台南IC - 山田IC間開通。同時に、山田仮出入口廃止し、山田ICおよび山田TB（北緯38度12分41.4秒 東経140度50分26.3秒 / 北緯38.211500度 東経140.840639度）供用開始。制限速度を従来の60 km/hから70 km/hに引き上げ[7]。東北自動車道に接続。東北道の（旧）仙台南IC料金所を乗継専用料金所（北緯38度12分56.2秒 東経140度48分21.8秒 / 北緯38.215611度 東経140.806056度）に転用し、東北道には新しい仙台南IC料金所（北緯38度12分57.5秒 東経140度48分24秒・北緯38度12分55.1秒 東経140度48分24.1秒）を設置。
- 2004年（平成16年）
  - 2月24日 : 仙台南ICにおいて、乗継専用料金所を廃止し、暫定JCT（平面交差）で接続[10][25][26]。これにより、東北道を含む全国のJH路線との料金一体徴収を開始[10][25]。ETC運用開始[10][25]。山田TB廃止。
  - 8月9日正午 : 仙台南ICにおいて、東北道から南部道路への通行が立体交差化[26]。
  - 8月10日正午 : 仙台南ICにおいて、南部道路から東北道への通行が立体交差化され、JCTの立体交差化が完成[26]。
- 2005年（平成17年） 3月 : 3期工事が全部完工[10]。
- 2013年（平成25年）7月1日 : 宮城県道路公社から東日本高速道路株式会社に有償移管。
- 2022年（令和4年）12月15日 : 今泉IC - 長町IC 4車線化[27]。

## 車線・最高速度
| 区間                 | 車線 上下線=上り線+下り線 | 最高速度 |
| -------------------- | ------------------------- | -------- |
| 仙台若林JCT - 長町IC | 4=2+2                     | 80 km/h  |
| 長町IC - 仙台南IC    | 2=1+1 （暫定2車線）       | 70 km/h  |

当道路はほとんどの区間が暫定2車線で供用されており、渋滞緩和策の一環として、対面通行となっていた広瀬大橋（橋長370 m）を含む起点側の長町IC - 今泉IC間で付加車線工事が行われた。これにより、仙台東部道路と接続する仙台若林JCTから長町ICまでの3.7 kmが連続片側2車線走行が可能である。

## 交通量
24時間交通量（台）　道路交通センサス
| 区間                 | 平成17（2005）年度 | 平成22（2010）年度 | 平成27（2015）年度 | 令和3（2021）年度 |
| -------------------- | ------------------ | ------------------ | ------------------ | ----------------- |
| 仙台若林JCT - 今泉IC | 18,368             | 17,481             | 27,848             | 24,708            |
| 今泉IC - 長町IC      | 18,368             | 17,481             | 26,378             | 23,647            |
| 長町IC - 山田IC      | 16,579             | 17,481             | 21,848             | 20,101            |
| 山田IC - 仙台南IC    | 12,836             | 12,311             | 17,003             | 14,975            |

（出典：「平成22年度道路交通センサス」・「平成27年度全国道路・街路交通情勢調査」・「令和3年度全国道路・街路交通情勢調査」（国土交通省ホームページ）より一部データを抜粋して作成）
- 令和2年度に実施予定だった交通量調査は、新型コロナウイルスの影響で延期された[30]。